# Úhel pohledu (film)
Úhel pohledu (ang. titul Vantage Point) je americký akční thriller z roku 2008, který režíroval Pete Travis.

## Děj
Americký prezident Henry Ashton přijel do španělské Salamancy na summit ohledně celosvětové války proti terorismu. Během projevu je však postřelen a příběh zobrazuje verze atentátu různých svědků.